# Stigmaphyllon columbicum
Stigmaphyllon columbicum är en tvåhjärtbladig växtart som beskrevs av Franz Josef Niedenzu. Stigmaphyllon columbicum ingår i släktet Stigmaphyllon och familjen Malpighiaceae. Inga underarter finns listade i Catalogue of Life.